# Anton Hartmann (Schauspieler)

Hofrat Theaterdirektor Anton Hartmann (1864–1912)

Anton Hartmann und Friedrich Mitterwurzer in Wildenbruchs Die Quitzows

Anton Christian Hartmann (* 30. Oktober 1860 in Varel; † 23. Oktober 1912 in Leipzig) war ein deutscher Schauspieler und Theaterdirektor.

## Leben

### Der Schauspieler
Anton Hartmann war das zweite von fünf Kindern des Vareler Landgerichtsregistrators Anton Johann Hartmann und von dessen Ehefrau Charlotte Friederike geb. Möhmking. Da der Vater früh starb, wurde der Sohn hauptsächlich von Verwandten erzogen. Bereits als Schüler stellte er auf der Bühne einer Vareler Gaststätte, des späteren „Tivoli“, zuweilen sein schauspielerisches Talent unter Beweis. Nach dem Schulbesuch begann er eine kaufmännische Lehre in Oldenburg. In dieser Zeit besuchte Anton Hartmann in der Residenzstadt regelmäßig Aufführungen des Großherzoglichen Theaters. Nach dem Ende der kaufmännischen Ausbildung in Oldenburg wurde Hartmann von dem Schriftsteller und Dramaturgen August Münchenberg (1819–1881) in Königsberg für die Bühnenlaufbahn ausgebildet. Seine ersten Theaterrollen spielte er in Oldenburg. 1885 kam er ans Stadttheater Kassel und feierte ab 1890 als gutgewachsener, krauslockiger Brausekopf in der Rolle des ersten jugendlichen Liebhabers am Stadttheater Leipzig Triumphe. Von 1896 bis 1898 gehörte er der Bühne in Frankfurt am Main an. Er verfügte über ein umfangreiches Repertoire, das die Rollen der alten und neuen Bühnenliteratur im Fach jugendliche und gesetzte Helden umfasste. Neben seinen festen Engagements bemühten sich zahlreiche Bühnen um Gastspiele Anton Hartmanns. So führten ihn Engagements zum Beispiel nach München, Krefeld, Metz, Trier, Kolberg, Chemnitz, Bielefeld, Detmold, Gleiwitz, Halle (Saale), Insterburg, Warmbrunn, Landsberg an der Warthe, Jena, Wilhelmshaven, Braunschweig, Stade und Düsseldorf. Sein Spiel zeigt den verständigen Schauspieler, der es versteht, seine Zuhörer für das Geschick der dargestellten Helden zu interessieren, die er warm und lebendig vorzuführen weiß.

### Der Theaterdirektor
Nach einem Gastspiel als Königssohn in Elsa Bernsteins Stück Königskinder am Deutschen Volkstheater in Wien übernahm er ab September 1898 zunächst die Direktion des Görlitzer Stadttheaters.
1902 begann Hartmann sein großes Theaterprojekt in Leipzig. Er übernahm das Carola-Theater in der Sophienstraße, das er nach umfangreichen Bau- und Modernisierungsarbeiten am 10. September 1902 unter dem Namen Leipziger Schauspielhaus neu eröffnete. Neben der klassischen Komödie wurde hier vor allem das moderne Schau- und Lustspiel gepflegt.
1904 pachtete Hartmann zusätzlich das Leipziger Central-Theater in der Bosestraße. Diesen, am 30. August 1902 als Varieté-Theater eröffneten Gebäudekomplex, in dem, neben der Hauptbühne, mehrere Festsäle und Restaurants untergebracht waren, bespielte er zunächst mit französischen Gesellschaftsdramen. Er benannte das Haus Theater am Thomasring. Ab 1906 engagierte er Herman Haller als künstlerischen Direktor und betrieb das Haus fortan als reine Operettenbühne unter dem Namen Neues Operettentheater.
Beide Bühnen leitete Hartmann als Direktor zunächst erfolgreich. Regelmäßige Gastspiele berühmter Schauspieler und bekannter in- und ausländischer Ensembles zogen das Publikum an. So konnte er – trotz hoher Gagen – anspruchsvolle Stücke der modernen Dramatik ohne finanzielles Risiko zur Aufführung bringen. Für das Frühjahr 1911 plante Hartmann im Leipziger Schauspielhaus eine Reihe von Sondervorstellungen, für die er die besten deutschsprachigen Schauspieler gewinnen wollte, um seinem Publikum unvergeßliche Theatererlebnisse zu vermitteln. 28 Spitzenkräfte der Berliner, Dresdner, Hamburger und Wiener Bühnen wurden für dieses Projekt gleichzeitig verpflichtet, neue Bühnendekorationen und -technik in Auftrag gegeben. Die Festwoche vom 1. bis 12. April 1911 wurde schließlich ein voller Erfolg. Die Kritik feierte sie als einmaliges Ereignis in der jüngeren Theatergeschichte.
Infolge der gewaltigen psychischen Belastungen erlitt Hartmann jedoch einen Nervenzusammenbruch, von dem er sich nicht mehr erholte. Nach einer erfolglosen Kur in Bad Kissingen musste er in eine Nervenheilanstalt eingewiesen werden. In den letzten Monaten vor seinem Tod wurde der beliebte und gefeierte Theatermann von seiner Frau, Julie Fanni Henriette Helene, geb. Koch, gepflegt. Der Ehe entstammten drei Kinder.
Das Leben Hartmanns resümierte sein Schüler und Freund, der Schauspieler Bernhard Wildenhain, in seiner Trauerrede mit folgenden Worten: Leipzig verdankt ihm neues Leben im Reich der Kunst und damit neue Jugend, die immer wieder geboren wird und niemals stirbt – auch nicht mit ihm! Trübe Schatten haben sich auf den anbrechenden Herbst seines Lebens herabgesenkt – und so stehen wir heute fast im Gefühl wohltuender Erlösung an seiner Bahre, daß ihn Freund Tod, wie wir hier sagen müssen, mit sich nahm – dahin, wo alles Leid ein Ende hat.
Im Heimatmuseum seiner Geburtsstadt gehört Anton Hartmann zu den „Zehn bedeutenden Persönlichkeiten Varels“, an die durch ein Porträt und eine Kurzbiografie erinnert wird.

## Auszeichnungen
- 1895: Medaille für Verdienste um die Kunst (Großherzogtum Oldenburg)
- 1907: Verdienstkreuz für Kunst und Wissenschaft (Fürstentum Reuß)